# Julius Leber
Julius Leber (Biesheim, 16 november 1891 - Berlijn, 5 januari 1945) was een Duits politicus. Hij zat namens de SPD van 1924 tot 1933 in de Rijksdag. Tijdens de Tweede Wereldoorlog was Leber aangesloten bij de Kreisauer Kreis. Wegens zijn betrokkenheid bij de aanslag op Adolf Hitler op 20 juli 1944 werd hij in januari 1945 geëxecuteerd.

## Levensloop
Leber was een buitenechtelijke zoon van Katharina Schubetzer. Haar latere echtgenoot Jean Leber erkende hem als zoon. Leber werd in zijn jeugd sterk beïnvloed door zijn grootvader, die sterk Frans georiënteerd was. Hij pleitte voor autonomie voor Elzas-Lotharingen, dat na de Frans-Duitse Oorlog van 1870 bij het Duitse Keizerrijk was gevoegd. In 1902 werd Leber toegelaten tot de Höhere Bürgerschüle Na het afronden van zijn opleiding in 1908 volgde hij een handelsopleiding. Vanaf 1912 studeerde Leber economie en geschiedenis, eerst in Straatsburg, later aan de Albert Ludwig-universiteit in Freiburg. In diezelfde periode sloot hij zich aan bij de SPD.
Na het uitbreken van de Eerste Wereldoorlog meldde Leber zich vrijwillig voor militaire dienst. Hij raakte tweemaal gewond en liep een gasvergiftiging op. In 1915 kreeg Leber een bevordering tot luitenant bij de veldartillerie, als batterijcommandant, en ontving het IJzeren Kruis 2e en 1e klasse.
Leber diende na de oorlog bij de Reichswehr, wederom als batterijcommandant bij de grensbewakingstroepen aan de oostgrens. Tijdens de Kapp-putsch, koos Leber de kant van de regering. Hij werd - onder protest - ontslagen uit de Reichswehr. Na zijn vertrek promoveerde hij aan de Universiteit van Freiburg.
In 1921 werd Leber hoofdredacteur van de sociaaldemocratische Lübeker Volksboten, waar in de jaren dertig de jonge student Willy Brandt nog voor schreef. Ook zat Leber van 1921 tot 1933 namens de SPD in de gemeenteraad van Lübeck. Hij was een uitgesproken tegenstander van de nationalistische burgemeester Johann Martin Andrea Neumann, die in 1926 aftrad ten faveure van de SPD-politicus Paul Löwigt. Van 1924 tot 1933 zat Leber namens de SPD in de Rijksdag, waar hij defensiewoordvoerder was. Leber moest weinig weten van het marxistisch gedachtegoed en nam daar publiekelijk regelmatig afstand van.
Tijdens de benoeming van Adolf Hitler als rijkskanselier op 30 januari 1933 vond er een fakkeloptocht plaats, waar verschillende nationaalsocialistische groepen van de SA en SS botsten met de leden van de Rijksbanier Zwart-Rood-Goud, waarbij Leber was aangesloten. De Rijksbanier was een organisatie ten tijde van de Weimarrepubliek ter verdediging van de republiek tegen haar vijanden. Lebers lijfwacht Willi Rath stak de SA-man Rudolf Brügmann dood, waarna Leber, ondanks dat hij immuniteit genoot, werd gearresteerd. Dit leidde tot grote demonstraties door leden van het IJzeren Front.
Leber kwam vrij, maar na enkele weken alweer opgepakt. In mei 1933 volgde een veroordeling tot twintig maanden cel die hij uitzat in gevangenis in Lübeck en Wolfenbüttel. Hij kwam niet vrij toen zijn straf er op zat, maar werd in beschermde hechtenis geplaatst, eerst in Kamp Esterwegen en vanaf 1936 in het nieuw gebouwde Sachsenhausen. Pas in mei 1937 kwam Leber vrij. Hij verhuisde naar Berlijn, waar zijn vrouw een kleermakersbedrijf was begonnen.
Leber was actief binnen de kringen van het verzet. Hij stond in contact met Gustav Dahrendorf, Ernst von Harnack en Ludwig Schwamb. In 1940 kwam hij in contact met Claus Graf Schenk von Stauffenberg en sloot zich aan bij de Kreisauer Kreis, een groep van Duitse intellectuelen die tegenstander waren van het naziregime. In de plannen van de groep rond Von Stauffenberg, die op 20 juli 1944 een aanslag pleegden op Adolf Hitler, was Leber de beoogd minister van Binnenlandse Zaken. Leber was echter op 5 juli 1944 al door de Gestapo gearresteerd, vlak voor de mislukte moordaanslag. Eind juni 1944 namen Adolf Reichwein en hij deel aan een bijeenkomst met drie hooggeplaatste vertegenwoordigers van de Saefkow-Jacob-Bästlein-organisatie, waarbij de Gestapo-spion Ernst Rambow ook aanwezig was. Op 20 oktober 1944 sprak het Volksgerichtshof de doodstraf uit tegen Leber. Het vonnis werd op 5 januari 1945 voltrokken in de Plötzensee-gevangenis.

## Herdenking
Lebers naam wordt vermeld op het Monument voor de vermoorde leden van de Rijksdag. In het Berlijnse stadsdeel Wedding is een kazerne naar Leber vernoemd, evenals in Hussum. In Wedding draagt ook Station Julius-Leber-Brücke van de S-Bahn zijn naam, evenals meerdere scholen een een groot aantal straatnamen door heel Duitsland.
- Bibliothèque nationale de France: cb12223095f (data)
- Gemeinsame Normdatei: 118570633
- International Standard Name Identifier: 0000 0000 8235 8444
- Library of Congress Control Number: n82248235
- Nationale Bibliotheek van Israël: 987007274297805171
- Nederlandse Thesaurus van Auteursnamen: 067876471
- Système universitaire de documentation: 030909473
- Virtual International Authority File: 54198643
- WorldCat: E39PBJpPGvcRT4hdWPT9m7mTpP